# Orofernes Nikeforos
Orofernes Nikeforos (gr. Oρoφέρνης , Orophernēs) – król Kapadocji w latach 159-157 p.n.e. Syn króla Kapadocji Ariaratesa IV Eusebesa i królowej Antiochis, córki Antiocha III Wielkiego, króla państwa Seleucydów.

## Sprawa pochodzenia
Niektórzy uczeni uważają Orofernesa za przyrodniego brata Ariaratesa V Eusebesa Filopatora; inni natomiast za jednego z dwóch fałszywych synów, których rzekomo urodziła bezpłodna królowa Antiochis, zmuszając do ich uznania swojego męża, króla Kapadocji Ariaratesa IV Eusebesa. Po pewnym okresie królowa urodziła swojego prawdziwego syna, zwanego Mitrydatesem (późniejszy Ariarates V). Orofernes został w ten sposób usunięty z następstwa do tronu, po czym odesłano go do Jonii.

## Rządy w Kapadocji
Kiedy Ariarates V Eusebes Filopator, król Kapadocji, odmówił poślubienia siostry króla państwa Seleucydów Demetriusza I Sotera, doszło do wojny między nimi. Król Demetriusz poparł pretensje Orofernesa do korony Kapadocji. W 159 p.n.e. usunął Ariaratesa V z tronu, a na jego miejsce osadził na tronie Orofernesa Nikeforosa, jego brata. Historyk rzymski Appian z Aleksandrii w dziele pt. Historia rzymska podał, że dokonał tego za tysiąc talentów (ks. XI. Wojny syryjskie, 47). Ariarates pozbawiony królestwa, uciekł do Rzymu.

## Sprawa Priene
Orofernes zdeponował u obywateli jońskiego miasta Priene 400 talentów. Gdy Ariarates V odzyskał władzę, zażądał od nich tego depozytu. Prienejczycy odpowiedzieli, że dopóki żyje właściciel, nie wydadzą pieniędzy. Ariarates wpadł w furię i postanowił zdobyć je siłą. Wspólnie z królem Attalosem II Filadelfem z Pergamonu wysłał żołnierzy, aby pustoszyli ziemie mieszkańców Priene. Ci zwracali się o pomoc do pomoc mieszkańców Rodos, potem Rzymian, ale bez skutku. Po pewnym czasie oddali depozyt Orofernesowi (Polibiusz, Dzieje, ks. XXXIII, rozdz. 6).

## Walki o utrzymanie władzy
Polibiusz, historyk grecki, w Dziejach podał, że Attalos II Filadelf po objęciu rządów w Pergamonie zaczął od przywrócenia władzy Ariaratesowi (ks. XXXII, rozdz. 22). W 157 p.n.e. w Rzymie doszło do rozmów Ariaratesa V z konsulem Sektusem Juliuszem i drugim konsulem w sprawie udzielenia pomocy królowi. W tym czasie pojawili się posłowie Demetriusza I Sotera z Miltiadesem na czele. Także Orofernes posłał posłów pod zwierzchnictwem Timoteosa i Diogenesa. Ci ostatni przywieźli wieniec dla Rzymu oraz mieli za zadanie odnowić przymierze. Posłowie współdziałali ze sobą. Bronili siebie oraz oskarżali Ariaratesa przed Rzymianami; mieli bogatsze stroje, dzięki czemu wzbudzali większe zaufanie (XXXII 24). Appian z Aleksandrii podał, że Rzymianie zdecydowali się dokonać podziału Kapadocji między Ariaratesem V a Orofernesem, którzy mieli rządzić wspólnie (ks. XI. Wojny syryjskie, 47).

## Ostatnie lata
Orofernes nie rządził długo. Polibiusz podał, że nie dbał o obyczaje przodków, wprowadzając rozwiązłość; dokonywał też mordów, celem zagarnięcia bogactw swoich ofiar (Dzieje, ks. XXXII, rozdz. 25). Kiedy sprawy finansowe Orofernesa były w opłakanym stanie, zaniepokoił się, że jego żołnierze mogliby podnieść bunt z powodu niezapłaconego żołdu. Postanowił więc splądrować starożytną świątynię Zeusa, aby ich spłacić.
Mieszkańcy Antiochii chcieli zdetronizować króla Demetriusza I Sotera z powodu urazy do niego. Orofernes wszedł z nimi w przymierze. Demetriusz jednak obronił się przed spiskiem: kazał pochwycić Orofernesa i związanego w łańcuchy trzymać w więzieniu w Seleucji. Oszczędził mu życie, by król Ariarates V Eusebes Filopator nadal się obawiał wojny z bratem (Justynus, Epitoma, ks. XXXV, rozdz. 1).

## Utwór literacki
Dzisiaj Orofernes jest głównie znany z poematu napisanego przez greckiego poetę Konstandinosa Kawafisa w 1915.